# Tuinornamenten (Artis)
De tuinornamenten vormen een groep van zeven monumentale beeldhouwwerken binnen de Amsterdamse dierentuin Artis, waaronder tuinvazen en een grafmonument. De zeven zijn gezamenlijk aangewezen als rijksmonument. Andere kunstwerken in de dierentuin, waaronder het Westerman Monument in de Hollandse Tuin en zes dierenbeelden van Jaap Kaas, behoren niet tot deze groep.

## Achtergrond
In 1838 werd het Koninklijk Zoölogisch Genootschap Natura Artis Magistra opgericht door G.F. Westerman, J.W.H. Werlemann en J.J. Wijsmuller. Zij kochten een terrein in de Amsterdamse Plantage-buurt waar een park en dierenverblijven werden ingericht. Artis, zoals het geheel bekend werd, is de oudste dierentuin van Nederland. In de loop der jaren werden diverse tuinornamenten en kunstwerken geschonken of gekocht, die her en der in de tuin werden geplaatst.

## Beschrijving

### Tuinvaas
De natuurstenen tuinvaas is uitgevoerd in Lodewijk XIV-stijl en heeft een geprofileerde voet en een buik met mythologische voorstellingen. De geprofileerde deksel met schelpvormige ornamenten wordt bekroond door een dennenappel, die pas bij een restauratie in de jaren negentig van de twintigste eeuw werd toegevoegd. De piëdestal is eveneens van natuursteen, met profielen en heeft vier rechte en vier concave zijden. De vaas werd vermoedelijk in 1856 door W. ten Hove, lid van het Artis-genootschap, geschonken.

### Tuinvaas met oren
De loden tuinvaas is uitgevoerd in Lodewijk XIV-stijl, heeft een geprofileerde voet en een buik met florale motieven en mythologische zeefiguren. De twee oren worden gevormd door bokkenkoppen met hoorns. De geprofileerde deksel wordt bekroond door een dennenappel. De sokkel is van natuursteen met profielen en heeft vier rechte en vier concave zijden. De vaas stond oorspronkelijk in de Hollandse Tuin en staat tegenwoordig in het verlengde daarvan. De vaas werd vermoedelijk in 1856 door W. ten Hove, lid van het Artis-genootschap, geschonken.

### Twee jachthonden
De twee bronzen beelden van jachthonden op meer dan ware grootte werden gemaakt door de Franse beeldhouwer Auguste Cain (1822-1894). Ze staan op een natuurstenen sokkel, met geprofileerd basement. De dieren hebben op de flank een merkteken van een driehoek met de letter 'M'. De honden werden bij Rolland in Parijs in brons gegoten. Oorspronkelijk waren beide honden met een riem vastgelegd aan de naast hen staande boomstronk. Pieter Langerhuizen Lzn., oud-burgemeester van Huizen en Bussum en lid van het Artis-genootschap, schonk de honden in 1907.

### Twee stroomgoden
De twee natuurstenen beelden van stroomgoden zijn personificaties van de rivieren Waal en de Maas. Het zijn halfliggende manfiguren met lauwerkrans, beiden leunend op een liggende vaas. De Maas-figuur houdt een visnet vast. De 18e- of 19e-eeuwse beelden staan op een platte sokkel. Beelden van stroomgoden gaan terug op een oude Romeinse traditie en zijn ook te vinden in bijvoorbeeld de tuinen van het Amsterdamse landgoed Frankendael en Paleis Het Loo.

### Grafmonument
Oud-directeur Coenraad Kerbert (1849-1927) werd begraven op de Nieuwe Oosterbegraafplaats. Zijn grafmonument bestaat uit een rechthoekige, staande steen, waarbovenop een liggende panter is geplaatst. De panter is van de hand van S. Klinkenberg, het hakwerk werd uitgevoerd door J.G. Siewers. De bronzen plaquette werd gemaakt door G.H. Lantman. De belettering daarvan werd ontworpen door B.W. Wierink, oud-collega van Kerbert tijdens diens tijd als biologiedocent aan de kweekschool. Het grafmonument werd door de nazaten van Kerbert aan Artis geschonken en verhuisde in 1990 van de begraafplaats naar het park.

## Fotogalerij

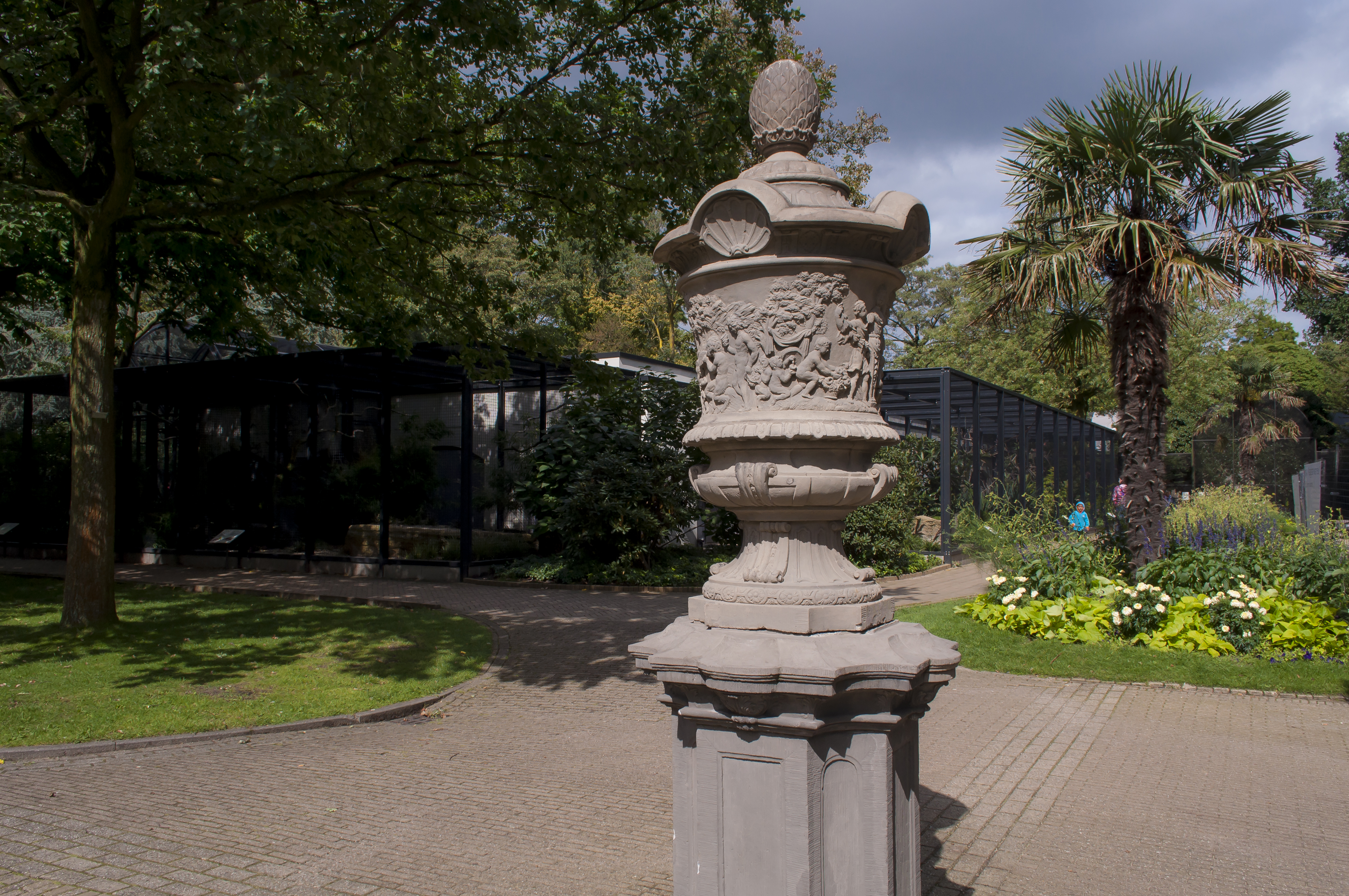
Tuinvaas
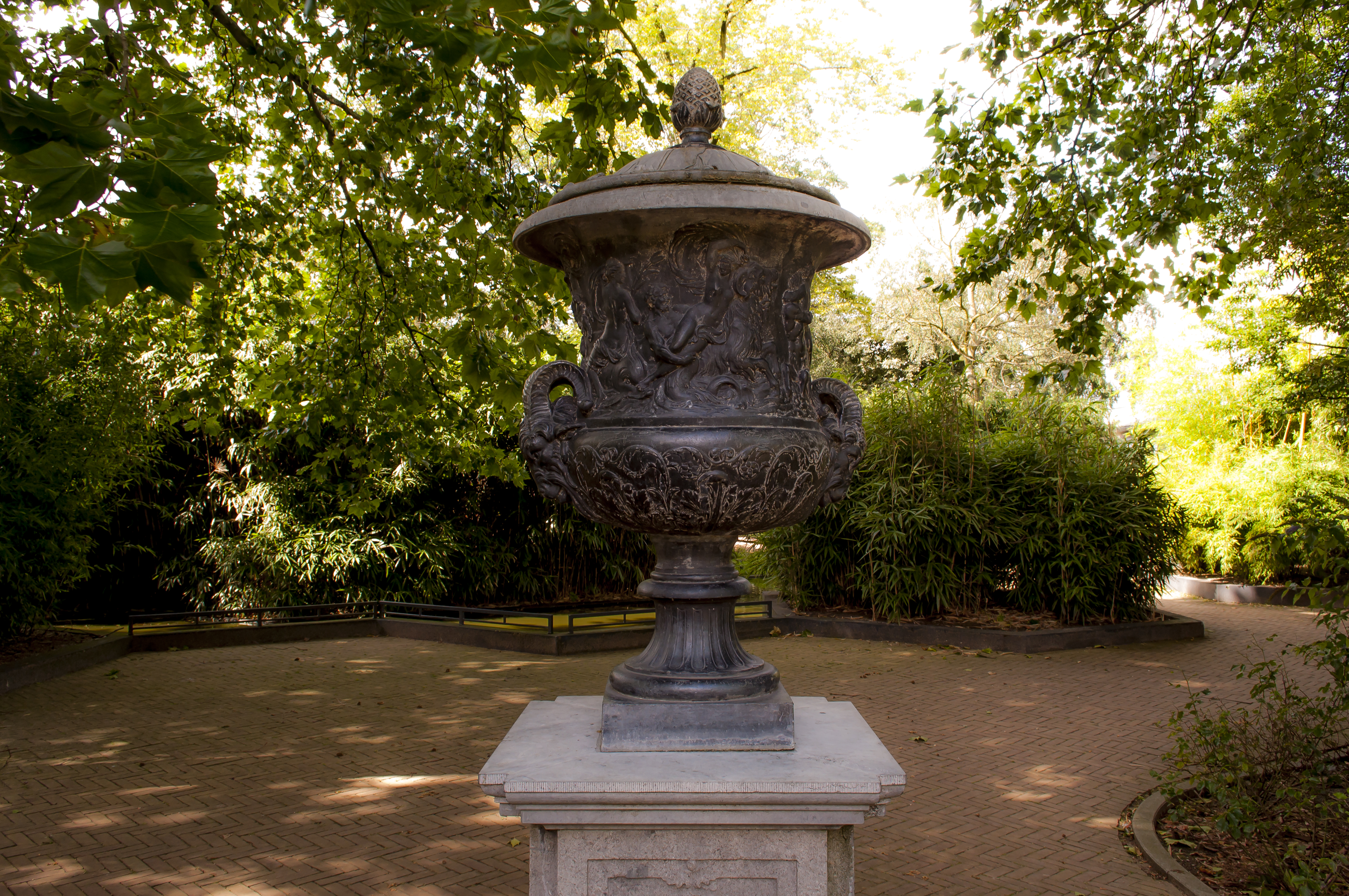
Tuinvaas met oren
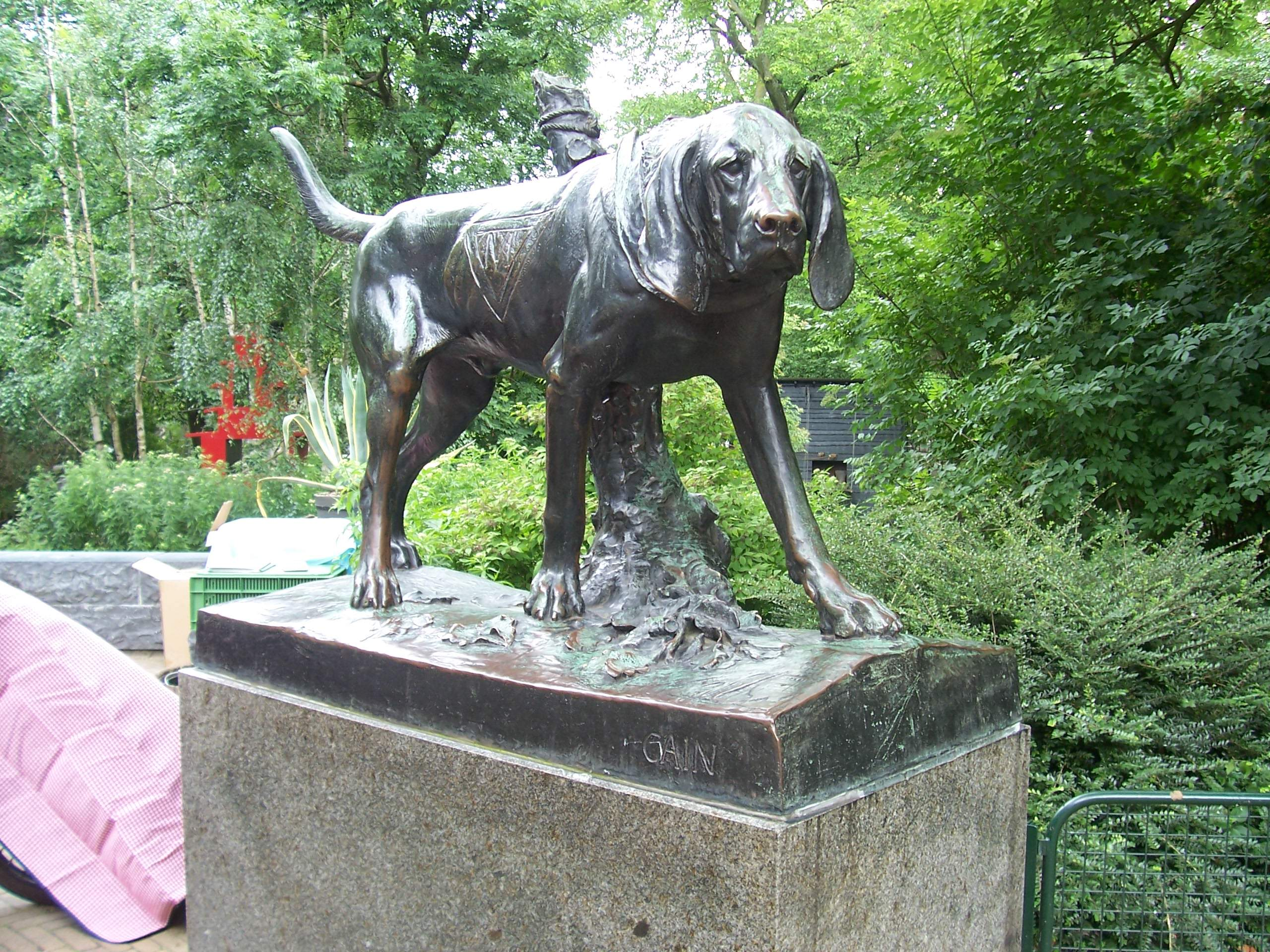
Jachthond (Auguste Cain)
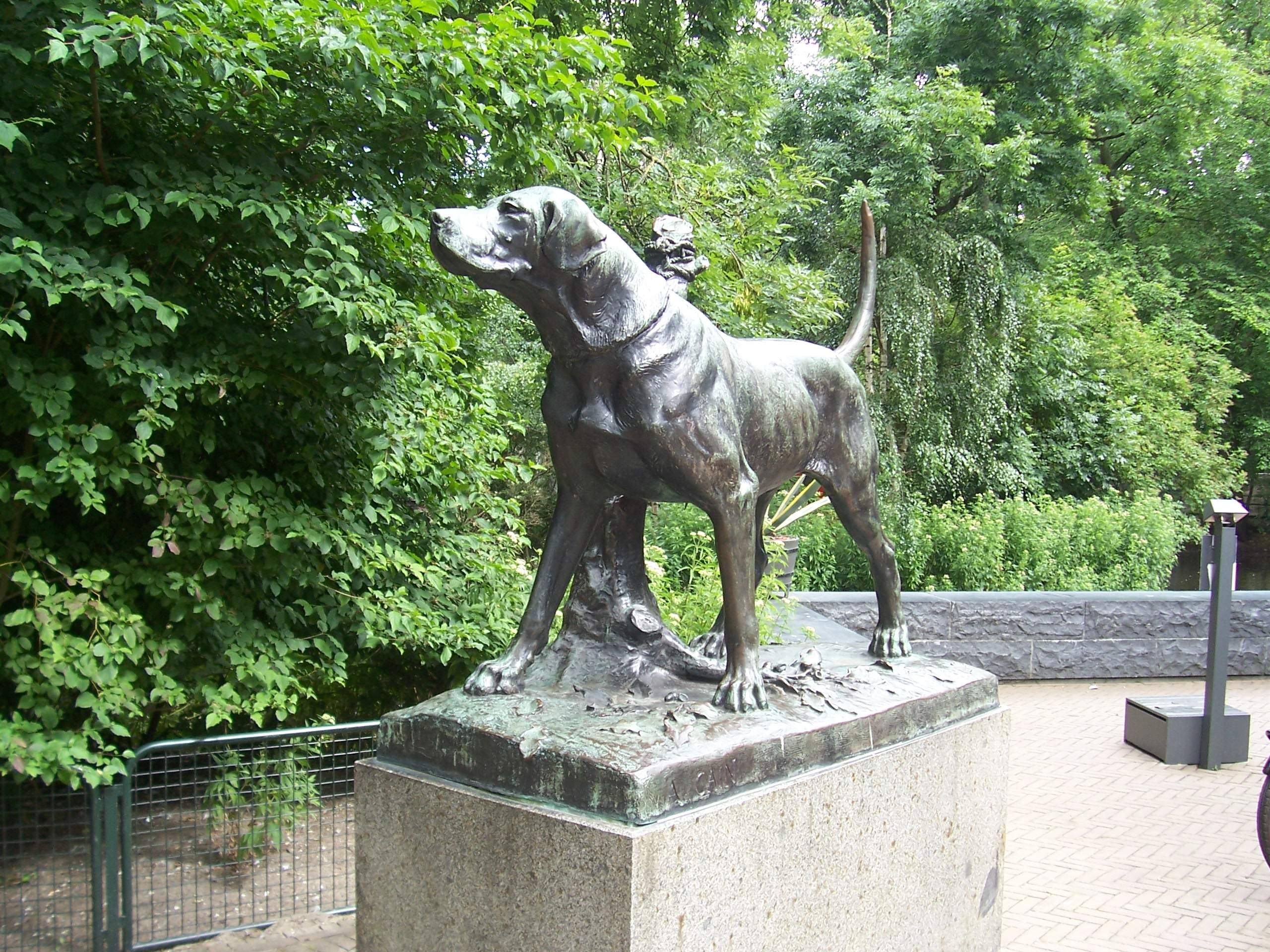
Jachthond (Auguste Cain)
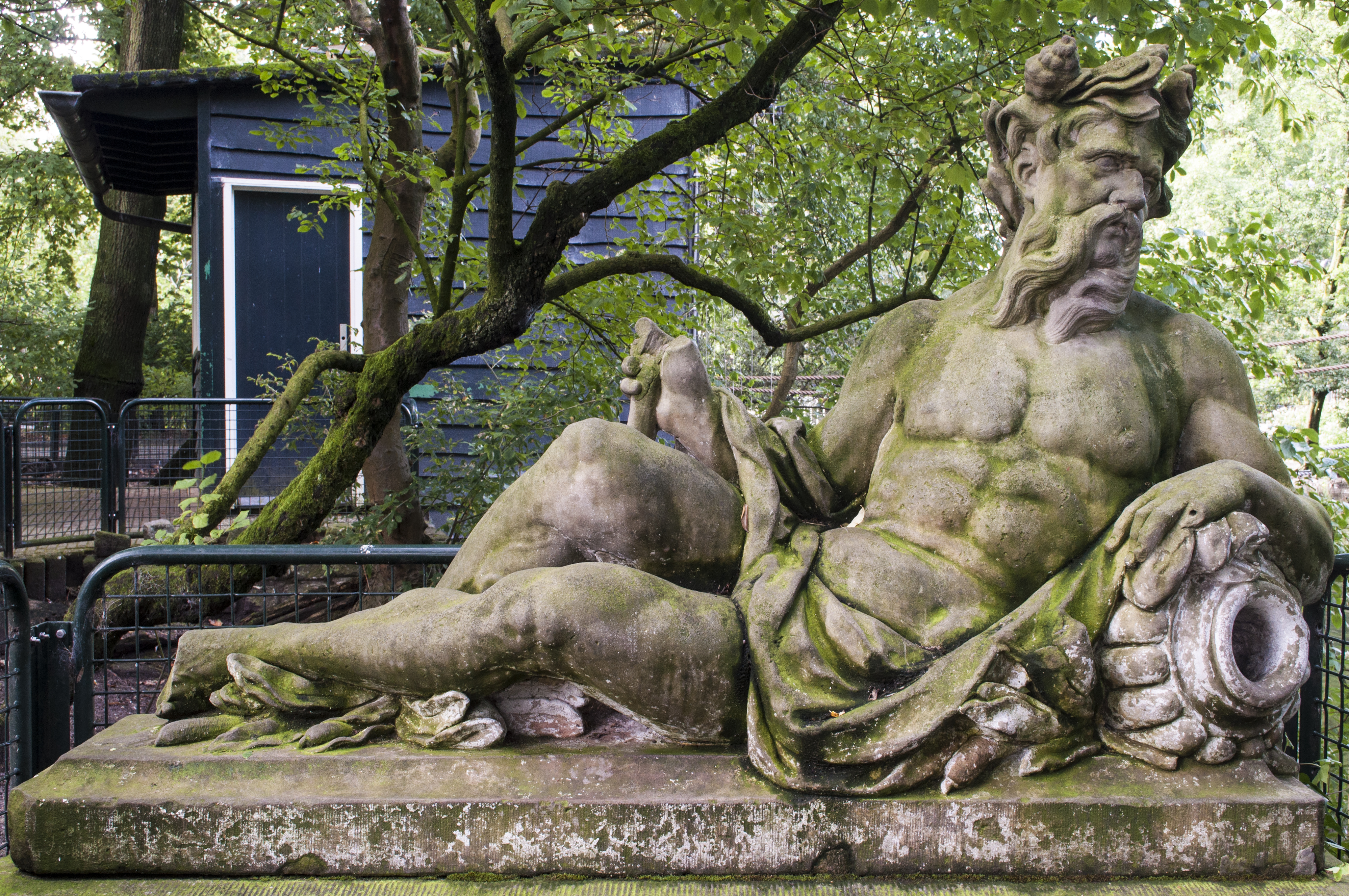
Stroomgod Waal
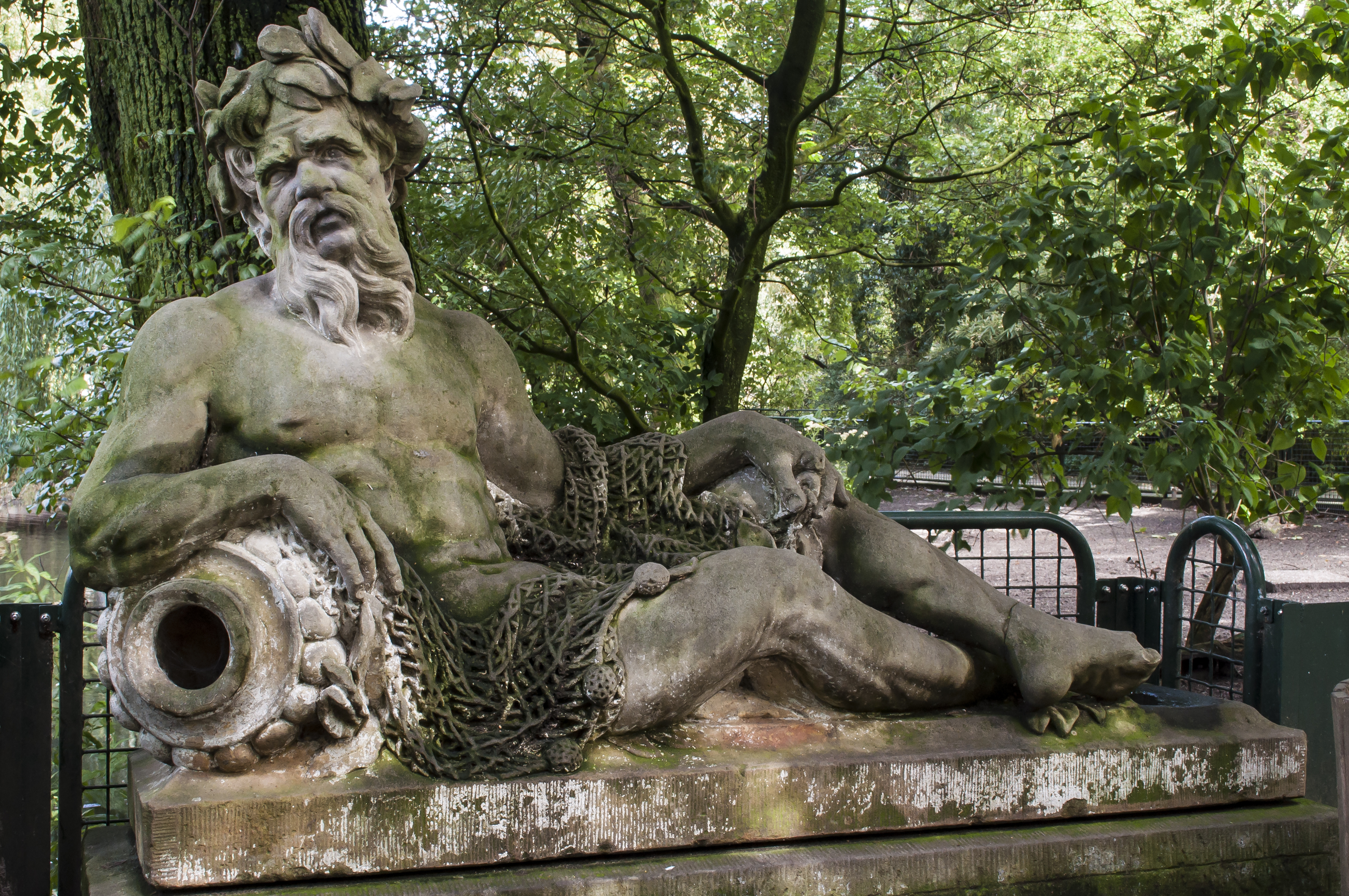
Stroomgod Maas
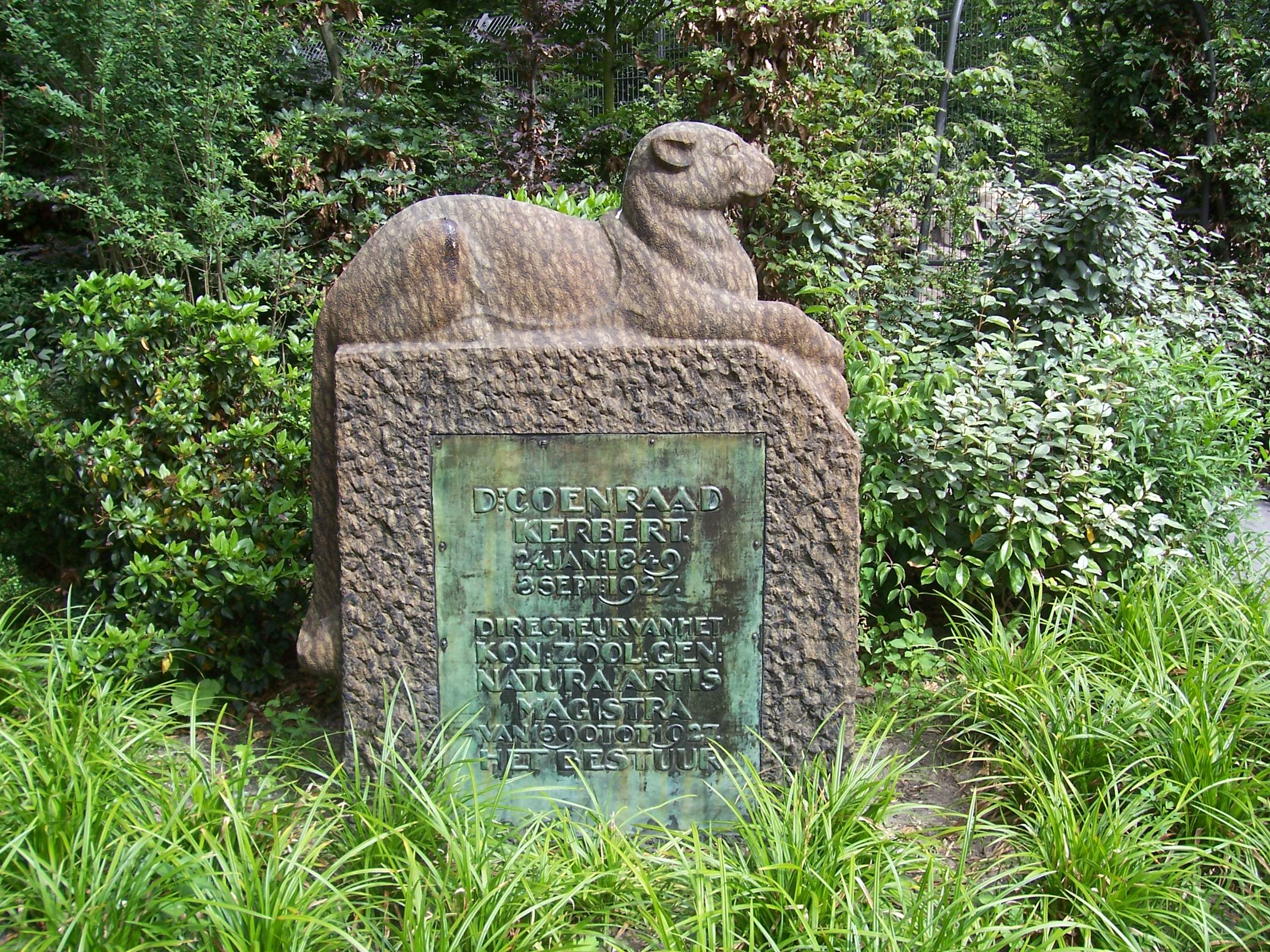
Grafmonument Kerbert (Samuel Klinkenberg)

## Waardering
De groep van zeven tuinornamenten werd in 2002 als rijksmonument in het Monumentenregister opgenomen. Het geheel wordt beschouwd als "van algemeen belang vanwege hun ouderdom (tuinvazen) en hun (kunst)historische waarde en als decoratief onderdeel van het complex Natura Artis Magistra."